# 빈곤자매 이야기
빈곤자매 이야기(일본어: 貧乏姉妹物語 빈보 시마이 모노가타리[*])는 부모를 잃은 두 자매의 일상을 그린 카즈토 이즈미의 드라마 만화 작품이다.

## 개요
어머니는 아스가 태어날 때 세상을 등지고 아버지는 도박으로 막대한 빚을 진 채 사라졌다. 천애고아가 된 야마다 자매는 방 하나에 부엌이 딸린, 지은 지 40년이 된 낡은 연립 주택에서 집세 2만 6천 엔을 아르바이트로 대면서 어려운 살림을 꾸려나간다. 때때로 마을 주민들의 도움을 받으며 행복을 찾아 소박한 나날을 보낸다.
2006년 4월 21일 원작을 기반으로 12화의 이야기가 수록된 드라마CD(상품코드 - FCCC-0053)가 프론티어 웍스에서 발매되었다. 그리고 같은 해 6월 29일~ 9월 14일까지 애니메이션으로 제작되어 TV 아사히에서 방송되었다.

## 등장인물
야마다 쿄우(山田きょう)
아스의 언니로 중학교 3학년에 재학 중인 15세의 소녀, 조간신문과 석간신문을 배달하는 아르바이트로 생활비를 벌고 있다. 그 바람에 학업(=수면학습)은 대부분 졸면서 듣고 있지만, 항상 좋은 성적을 자랑한다. 아스가 만든 튀김을 좋아한다.
야마다 아스(山田あす)
초등학교 3학년에 다니고 있는 쿄우의 여동생으로 9세, 상점가의 사랑받는 아이돌이다, 자라고 있는 환경에 의해 집안일에 익숙하고 마작을 둘줄 알 정도로 나이에 비해 어른스럽다. 학교에서는 반장을 맡고 있다.
야마다 카코(山田佳子)
야마다 자매의 어머니, 쿄우가 6세 무렵 아스를 낳은 뒤 쇄약하지면서 얻은 병으로 세상을 떠났다.
야마다 슈(山田週)
야마다 자매의 도박을 좋아하는 아버지로, 친구의 연대보증인을 섰다가 3천만엔의 빚을 지고 집을 팔고 사라졌다. 그 탓에 가족 사진에는 얼굴이 검은 마커로 칠해져 있다.
하야시 겐조(林源三)
야마다 자매와 소설가 란코, 가수 지망생 마사오가 살고 있는 40년 묵은 저가연립 주택을 관리하는 78세의 주인 아저씨, 야마다 자매에게는 공포의 대마왕으로 불리고 있을 정도로 감정 표현이 빈곤하고 완고한 성격을 지녔지만 실은 내면은 상냥하다. 40년 전 사고로 딸과 아내를 잃었다.
사에구사 란코(三枝蘭子)
야마다 자매의 옆방인 203호에 사는 항상 선글라스를 쓰고다니는 소설가로, 성씨만 바꾼 모리 란코(森蘭子))를 필명으로 쓰고 있다. 직업상 항상 불규칙적인 생활을 하고 있다. 야마다 자매와 알게 되기전에는 동거하던 남자가 있었으나, 여행에 나서면서 그가 돌아오기를 바라며 줄곧 기다리고 있다. 특기는 화장이다.
이치노쿠라 마사오(一ノ倉正男)
야마다 자매의 옆방인 201호에 사는 기수를 지망하는 사내, 정식으로 가수가 되기 위해 노력하고 있다. 오디션을 볼 때마다 떨어져 데뷔를 못하고 있지만, 그의 노래를 마음에 들어한 여성 팬들로부터 식량을 공급받고 있다. 음악시간에 노래 실습을 걱정하던 아스에게 노래하는 방법을 가르쳐 주었다. 연주하는 악기로는 기타를 쓴다.
에치고야 킨코(越後屋金子)
절약이 취미인 에라고야 콘체르의 후계자, 쿄우와는 동갑내기로 다른 중학교에서 학생회장으로서 재학하고 있다.
에치고야 긴코(越後屋銀子)
킨코의 여동생. 아스와 동갑내기로 같은 초등학교에서 다른 반의 반장으로서 다니고 있다. 언니를 존경하고 있다.
타카시마 미라이(高島 未来)
33세, 야마다 자매의 숙모, 자산가로 직업은 건축사이다. 야마다 자매의 아버지에 의해 다른 사람에게 팔렸던 어릴적 살던 집을 다시 구입하였다. 쿄우에게 기숙사제 중학교로의 진학을 권유하기도 하였다.
타카시마 토키(高島 トキ)
건고한 성격을 지닌 야마다 자매의 증조 외할머니. 나이 70세.

## 출판 정보
쇼가쿠칸의 월간 만화 잡지인 선데이 GENE-X 2004년 5월호 ~ 2006년 11월호에 연재되었으며, 한국어판은 서현아가 번역하고 학산출판사에서 출판하였다. (출판날짜는 한국어판을 기준으로 한다.)
- 작가 - 카즈토 이즈미
- 출판 - 쇼가쿠칸
- 레이블 - 월간 선데이 GENE-X
- 한국어판
  - 옮김 - 서현아
  - 출판 - 학산문화사

1. 2006년 8월 28일, ISBN 8952988027
2. 2006년 9월 19일, ISBN 8952988825
3. 2006년 10월 14일, ISBN 8952989953
4. 2007년 2월 14일, ISBN 9788952994745

## 성우 역할
빈곤자매 이야기는 드라마CD화와 애니메이션화를 거치면서 등장인물의 목소리를 맡은 성우가 서로가 다르다. 앞은 애니메이션에서의 성우, 뒤는 드라마CD에서의 성우이다.
- 야마다 쿄우 - 사카모토 마아야, 타나카 리에
- 야마다 아스 - 카네다 토모코, 쿠기미야 리에
- 야마다 카코 - 히사카와 아야
- 하야시 겐조 - 무기히토
- 사에구사 란코 - 히라마츠 아키코
- 이치노쿠라 마사오 - 키시오 다이스케
- 에치고야 킨코 - 신도 나오미, 타나카 리에
- 에치고야 긴코 - 코자쿠라 에츠코, 사이토 치와
- 오오시로 시호 (大城志麻) - 사카이 카나코
- 코우노 카나에(阿野かなえ) - 시라이시 료코
- 코사카 선생님(小坂先生) - 코사카 아키코

## 애니메이션
카이자와 유키오가 감독을 맡고 도에이 애니메이션에 의해 전 10화 분량의 애니메이션으로 제작되어, 6월 29일 ~ 9월 14일까지 테레비아사히에서 방송되었다.

### 방영 목록
1. 2006년 6월 29일, 浴衣と花火とりんご飴の日 - 유카타와 불꽃놀이와 사과사탕의 날
2. 2006년 7월 6일, 大家さんとスイカとお見舞いの日 - 집주인 아저씨와 수박과 면회의 날
3. 2006년 7월 13일, にんじんと嘘と越後屋姉妹の日 - 당근과 거짓말과 에치고야 자매의 날
4. 2006년 7월 24일, 香水とあすと授業参観の日 - 향수와 아스와 수업 참관의 날
5. 2006년 8월 10일, アパートと桜と引越しの日 - 아파트와 벚꽃과 이삿날
6. 2006년 8월 17일, びしさと銀子とお姉さまの日 - 외로움과 긴코와 언니의 날
7. 2006년 8월 24일, ヤキモチとチョコとバレンタインの日 - 질투와 초콜릿과 발렌타인의 날
8. 2006년 8월 31일, ギターと夢と歌の先生の日 - 기타와 꿈과 노래 선생님의 날
9. 2006년 9월 7일, 想いと不安と携帯電話の日 - 생각과 불안과 휴대 전화기의 날
10. 2006년 9월 14일, 風邪と約束とお母さんの日 - 감기와 약속과 어머니의 날

### 주제가
여는 곡 〈심호흡(深呼吸 신코큐[*])〉
작사: Babee, 작곡: Franken, 노래: 스플레시 캔디
닫는 곡 〈산들바람 인생(そよかぜらいふ  소요카제 라이후[*])〉
작사: 쿠마노 키요미, 작곡·편곡: 사쿠라이 신이치, 노래: 사카이 카나코

## 관련 상품
CD
- 드라마CD, FCCC-0053
- 《쿄우와 아스의 음악집(きょぅとあすのあんがくしゅう)》, AVCA-22968
- 〈쿄우와 아스의 메시지CD(きょうとあすのメッセージCD)〉(DVD 초회한정판에만 포함)

DVD
1. 2006년 9월 27일, AVBA22969
2. 2006년 10월 25일, AVBA22971
3. 2006년 11월 22일, AVBA22972
4. 2006년 12월 20일, AVBA22973
5. 2007년 1월 24일, AVBA22974